# Наттхапхонг Самана
Наттхапхонг Самана (тай. ณัฐพงษ์ สมณะ, нар. 29 червня 1984, Чіангмай) — таїландський футболіст, який грав на позиції захисника і півзахисника. Відомий за виступами у складі низки таїландських клубів, та у складі національної збірної Таїланду, у складі якої брав участь у Кубку Азії з футболу 2007 року.

## Клубна кар'єра
Наттхапхонг Самана розпочав виступи у професійному футболі в 2004 році в складі клубу «Крунг Тай Банк». У 2007 році футболіст перейшов до складу клубу «Чонбурі», в складі якого в цьому ж році став чемпіоном Таїланду. У наступні 4 роки футболіст 4 рази вигравав Кубок Короля. У 2010 році Наттхапхонг у складі клубу став володарем Кубка Таїланду. З початку 2015 року футболіст грав у складі команди «Супханбурі». У 2020—2022 роках Наттхапхонг грав у складі клубу «Чіангмай Юнайтед», після чого завершив виступи на футбольних полях.

## Виступи за збірні
У 2002—2003 роках Наттхапхонг Самана залучався до юнацької збірної Таїланду віком гравців до 19 років. У 2004—2007 роках футболіст грав у складі молодіжної збірної Таїланду, в тому числі на Іграх Південно-Східної Азії та Азійських ігор 2006 року. У 2007 році Наттхапхонг дебютував у складі національної збірної Таїланду, та брав участь у Кубку Азії з футболу 2007 року. У складі національної збірної футболіст грав до 2012 року, провів у її складі 35 матчів, у яких відзначився 1 забитим м'ячем.

## Досягнення
- Чемпіон Таїланду: 2007
- Володар Кубка Таїланду: 2010
- Володар Кубка Короля: 2008, 2009, 2010, 2011